# جون تشابل
المشير السير جون ليون تشابل (بالإنجليزية: Sir John Lyon Chapple)‏ (ولد في 27 مايو 1931) كان ضابط في الجيش البريطاني في النصف الثاني من القرن العشرين. شغل منصب رئيس الأركان العامة ورئيس المهنية للجيش البريطاني من 1988 إلى 1992. في وقت مبكر من حياته العسكرية شارك في القتال في حالة الطوارئ الماليان ومرة أخرى خلال المواجهة الإندونيسية الماليزية وبعد ذلك في حياته المهنية قدم المشورة للحكومة البريطانية خلال حرب الخليج الثانية.

## المسيرة العسكرية
أب تشابل هو س. ج. تشابل ودرس في هيليبيري وامبريال سيرفيس كوليج وقام تشابل بالخدمة الوطنية وعين ملازم ثاني في المدفعية الملكية في 3 يونيو 1950. درس في كلية الثالوث في كامبريدج في أكتوبر 1951 وفي حين كان لا يزال في الجامعة تم نقله إلى فوج الملك كملازم ثاني في 4 ديسمبر 1952 وفوج لانكشاير الجنوبية أيضا في نفس الرتبة في 20 أكتوبر 1953. أصبح ملازم في فوج لانكشاير الجنوبية في 27 مايو 1954 وعند مغادرة الجامعة تم نقله إلى بنادق غورخها الملك إدوارد السابع الخاصة (بنادق سيرمور) في 3 أغسطس 1954 مع الاحتفاظ برتبته ملازم.
خدم تشابل مع فوج في إتحاد ملايا وهونغ كونغ وبورنيو. تمت ترقيته إلى نقيب في 9 فبراير 1957 ثم إلى رائد في 9 فبراير 1964. عين عضوا في أمر الإمبراطورية البريطانية في عيد ميلاد الملكة ضمن تكريمات عام 1969 وترقى إلى مقدم في 31 ديسمبر وعين قائد الكتيبة الأولى وبنادق غورخا الثانية في عام 1970 وعضو في إدارة التوجيه في كلية الموظفين في كامبرلي في عام 1972. بعد أن أمضى معظم العام كزميل للخدمات في كلية فيتزويليام في كامبريدج في عام 1973 تم نشره في مديرية واجبات الموظفين في وزارة الدفاع في نهاية العام وبعد ترقيته إلى عقيد في 31 ديسمبر 1973 وعميد في 31 ديسمبر 1975 صار قائد قوة غورخا الميدانية في عام 1976. أصبح ضابط الأركان الرئيسي لرئيس هيئة الأركان في عام 1978 وبعد أن عين قائدا لأمر الإمبراطورية البريطانية في عيد ميلاد الملكة في عام 1980 أصبح قائد القوات البريطانية في هونغ كونغ في 13 يونيو 1980 برتبة لواء من 1 يناير 1981. عاد إلى المملكة المتحدة ليكون مديرا للعمليات العسكرية في وزارة الدفاع في 19 أكتوبر 1982.
عين قائد فارس لأمر الطريق في عيد ميلاد الملكة ضمن تكريمات عام 1985 وأصبح نائب رئيس أركان الدفاع (البرامج والأفراد) في 2 يناير 1985 برتبة فريق وعين بعد ذلك القائد العام للقوات البرية في 1 يونيو 1987 برتبة فريق أول من 29 يونيو. تم تعيينه ياور الملكة إليزابيث الثانية في 6 أكتوبر 1987 ومنح لقب فارس صليبي كبير في عيد ميلاد الملكة مع مرتبة الشرف في عام 1988. كان آخر تعيين له هو رئيس الأركان العامة من 10 سبتمبر 1988. خدم في هذا المنصب حيث قدم المشورة العسكرية للحكومة البريطانية بشأن سير حرب الخليج الثانية حتى تقاعد بترقيته إلى رتبة مشير في 13 فبراير 1992.
تم تعيينه عقيد لفرقة بندقية الملك إدوارد السابع الخاصة غوركا بنادق الثانية (سرمور بنادق) في 14 سبتمبر 1986 وعقيد فخري في مركز تدريب الضباط في جامعة أكسفورد في 21 يوليو 1987.

## لاحقا
كان أيضا وصي متحف غورخا من 1973 إلى 2003 وهو أمين متحف الجيش الوطني في الفترة من 1981 إلى 2003 ووصيا للصندوق العالمي للحياة البرية في المملكة المتحدة من 1988 إلى 1993 ورئيس جمعية الحيوان في لندن من 1992 إلى 1994 وحاكم جبل طارق من عام 1993 إلى عام 1995.

## الحياة الشخصية
في عام 1959 تزوج شابل أنابيل هيل ولديهما ابن واحد وثلاث بنات. ابنتهما الكبرى هي راشيل لوسي تشابل وهي عالم أنثروبولوجيا اجتماعية ولديها أربعة أطفال ويعيشون في نيويورك. ابن تشابل وهيل هو ديفيد تشارلز ليون تشابل استشاري جراحة العظام والعمود الفقري وأبناء ديفيد هم تيتوس (أو تيتان في ديلي ميل) وماغنوس إنغلاند تشابل وابن ديفيد الأكبر هوراشيو تشابل الراحل قتل من قبل دب قطبي في سفالبارد في أغسطس 2011. كان المشير تشابل رئيسا لجمعية الاستكشاف البريطانية التي نظمت الرحلة.
تشمل اهتماماته التاريخ العسكري.